# ふがいない僕は空を見た
『ふがいない僕は空を見た』（ふがいないぼくはそらをみた）は、窪美澄による日本の小説。
収録作の1編「ミクマリ」が第8回R-18文学賞を受賞、その後『新潮ケータイ文庫』にて掲載された3編と書下ろしを加えて刊行された。第24回山本周五郎賞受賞作。2012年に映画化された。

## 収録作品
- ミクマリ
- 世界ヲ覆フ蜘蛛ノ糸
- 2035年のオーガズム
- セイタカアワダチソウの空
- 花粉・受粉

## あらすじ
学校帰りの卓巳は、いつものように人妻の里美が暮らすマンションで密会する。二人はコスプレをして、お互い『むらまさ』と『あんず』というアニメキャラになりきって愛しあう。きっかけは初めて卓巳が同人誌即売会に行った時に里美から声をかけられて親しくなり、ほどなくして不倫関係となる。里美の「計算してるから避妊しなくていいよ」との言葉に甘えて、快楽の日々を送る卓巳。だがしばらくして卓巳は、同級生から告白されたのを機に里美に別れを告げる。しかし後日、店でベビー用品を見て回る里美を偶然見つけた卓巳は、自分の子供ができたのかと動揺する。
卓巳の家は、助産師の母・寿美子が助産院を開業しており、蒸発した父の代わりに家計を支える。助産院には時々、偏った考え方の妊婦や認識の甘い妊婦が来院して寿美子や助手・光代を困らせる。また、卓巳の友人・良太は団地住まいで、一人で認知症の祖母の面倒を見ながらバイトに明け暮れる。良太のバイトの先輩・田岡は、良太を気にかけて今の生活から早く抜けだすために何か行動した方がいいと助言する。一方、良太と似たような境遇の純子は、田岡の助言なんて聞くだけ無駄と人生を諦めている。
遡ること数ヶ月前、里美は愛する夫・慶一郎との間に子供ができず、不妊治療を始める。孫を熱望する姑・マチコによるプレッシャーや夫婦間の体への負担の差から、里美は徐々に慶一郎への愛情が薄れていく。里美はストレス解消のため好きなアニメのコスプレに夢中になり、しばらくして出会ったのが卓巳だった。里美は、心のすき間を埋めるように逢引を重ねては卓巳に溺れていく。しかし、ある日里美の行動を不審に思った慶一郎に寝室を隠し撮りされ、卓巳との不倫がバレてしまう。
そんなある日、ネット上のアニメのファンサイトに卓巳と里美のコスプレ性行為動画や画像が掲載される。卓巳が突然学校を休みだし、寿美子は、ファンサイトの閲覧者から届いた助産院宛のメールで事の真相を知る。良太が学校に行くと自身の机にその画像のカラーコピーが入っており、卓巳を心配する。後日そのコピーは、日々の憂さ晴らしのために純子が入れたものだと偶然知る良太。しかし、良太は人生への絶望感から歪んだ感情が生まれ、翌日純子と二人で学校中に大量のコピーをバラ撒いてしまう。

## 映画
監督はタナダユキ。
- 第37回トロント国際映画祭正式出品作品
- 第86回キネマ旬報ベスト・テン 日本映画ベスト・テン第7位
- 第67回毎日映画コンクール 女優主演賞（田畑智子）[3]

### キャスト
斉藤卓巳
演 - 永山絢斗
高校2年生。放課後は『むらまさ』のコスプレをして里美と男女の関係を持つ。どちらかと言うと人見知りであまり自己主張しない性格。寿美子が営む助産院に来る出産間近の妊婦の気分を和らげる手伝いをすることもある。アニメ好きだが熱心なオタクと言う程でもない。里美と不倫関係となりセックスに夢中になるが、その後別れて不登校となる。
岡本里美
演 - 田畑智子
人妻。理想の人は、アニメキャラの『むらまさ』。自身が描いた『むらまさ』のイラストと、『あんず』と『むらまさ』の創作した台本をノートに記す。ミシンによるコスプレ製作が得意。料理は苦手。夫婦共に子供ができにくい体で不妊治療を受ける。短大時代に同級生からノートに「ヤリマン」などと落書き(真偽は不明)をされるいじめに遭う。

#### 卓巳の同級生
福田良太
演 - 窪田正孝
卓巳の同級生。認知症の祖母と団地で二人暮らし。コンビニの夜間バイトや朝の新聞配達をしている。父はなく、母親はいるが離れて暮らしている。勉強は苦手。卓巳とは表向き親しくしているが、複雑な感情を持つ。経済的にギリギリの生活をしているが、施しを受けるのは嫌い。現状に満足していないが、自分の力では変えられないと諦めている。
あくつ純子
演 - 小篠恵奈
卓巳の同級生。良太のバイト仲間で同じ団地住まい。男の子のような話し方をするのが特徴。つまらない日常生活に鬱憤を溜めている。母子家庭で、アニメオタクの姉がいる。
松永七菜
演 - 田中美晴
卓巳の同級生。純子の友達。告白して卓巳と付き合い始める。将来の夢は助産師と言っているがどの位本気かは不明。

#### 里美の親族
岡本慶一郎
演 - 山中崇
里美の夫。里美には愛情を持っているが、寝室は別々。どちらかと言うとのん気な性格で、いざという時に頼りにならない。マザコン気味。昔いじめられっ子だった。
岡本マチコ
演 - 銀粉蝶
里美の姑。慶一郎のマンションに時々訪れては、里美にプレッシャーを与える。料理が得意。孫を熱望する余り、里美に行き過ぎた言動をする。慶一郎を溺愛している。

#### 助産院の関係者
斉藤寿美子
演 - 原田美枝子
卓巳の母。自宅で助産院を営んでいる助産師。一見穏やかな雰囲気と柔らかい物腰だが、内面は現実的な考えの持ち主で、少々のことには動じない性格。光代曰く「親しい人以外には、本音を言わない腹黒い性格」。良太を気にかけ、時々手作りの弁当を渡す。蒸発した夫とはたまに連絡を取り合い、寿美子の方が金を援助している。
長田光代
演 - 梶原阿貴
寿美子の助手。イライラしていることが多く、歯に衣着せぬもの言いをする。時には妊婦に感情をぶつけることもあるが、姉御肌で義理人情に熱く心の奥底には愛情溢れる人物。
西村あや
演 - 吉田羊
出産を控える妊婦。自然分娩を希望して寿美子の助産院に夫と共に訪れる。実直だが思い込みが強く頑固な性格。出産以前から無農薬野菜を食すなどロハス生活を送る。
野村
演 - 藤原よしこ
卓巳の担任。教師という仕事をしているが、言動が子供っぽくあまり物事を考えないで行動するタイプ。家庭訪問で卓巳の家に来るが、隠していた妊娠を寿美子に見破られる。

#### 良太の関係者
田岡良文
演 - 三浦貴大
良太のバイトの先輩。28歳。過去に塾で教えていたことがある。良太に優しく接し、バイト休憩中に得意な勉強を教える。実は病院の息子で高級マンションで暮らしている。
有坂研二
演 - 山本浩司
コンビニの店長。福田が暮らす団地の子どもたちによる万引きが最近増えたことに頭を悩ませる。陰でバイトたちから「アホの店長」と言われていることを知らない。
良太の母
演 - 峯村リエ
だらしない性格で金にもルーズで、良太からも信用されていない。借金取りや義母の世話から逃げるために、付き合っている男のアパートで暮らす。普段は工場でパートをしている。

#### その他主な人物
吉川
卓巳のアニメオタク仲間。卓巳を初めての同人誌即売会に誘う。少々失礼なことでも思ったことを率直に言う性格。結果的に卓巳と里美を引き合わせた人物となる。
里美のコスプレ仲間
同人誌即売会で同人誌を売る。ちなみに即売会では里美が『あんず』で自身は『むらまさ』のコスプレをしている。やや人見知りな性格で、里美に頼んで卓巳に声をかけさせる。
桜田幸子
演 - 池谷のぶえ
詳しくは不明だが、卓巳の学校から依頼されたらしく特別授業をする人。生徒たちに一人ひとりの個性の素晴らしさと存在価値の尊さを教える。ぶっきらぼうな話し方が特徴。

### スタッフ
- 原作：窪美澄（『ふがいない僕は空を見た』新潮社）
- 監督：タナダユキ
- 脚本：向井康介
- 音楽：かみむら周平
- 撮影：大塚亮
- 美術：松塚隆史
- 録音：土屋和之
- 編集：宮島竜治
- 配給：東京テアトル
- 製作：「ふがいない僕は空を見た」製作委員会（東映ビデオ、東映チャンネル、ステアウェイ）